# Spittal an der Drau
Spittal an der Drau é um município da Áustria localizado no distrito de Distrito de Spittal an der Drau, no estado de Caríntia.